# NGC 3308
NGC 3308 (другие обозначения — ESO 501-34, MCG -4-25-32, PGC 31438) — эллиптическая либо линзовидная галактика в созвездии Гидры. Открыта Джоном Гершелем в 1835 году.
Это третья по яркости галактика в скоплении Гидры, она находится в ядре скопления. В NGC 3308 не обнаружено шаровых звёздных скоплений, по крайней мере, ярче 24m в полосе B.
Этот объект входит в число перечисленных в оригинальной редакции «Нового общего каталога».